# جامعه‌شناس
جامعه‌شناس کسی است که در دانش جامعه‌شناسی تخصص دارد و عهده‌دارِ درک و تفسیرِ یک، دو، یا چند شاخه از این دانش است؛ کسی که انسان‌ها و مردم و کنش‌های انسانی را در سطح بالایی درک کند. جامعه‌شناس فردی است که با به‌کارگیری روش‌های کمی و کیفی، علاوه بر درک یک یا چند شاخه از دانش جامعه‌شناسی به بررسی مسائل، انحرافات و ساختار اجتماعی بپردازد. یک جامعه‌شناس باید قدرت پژوهشگری، نقد و اصلاح قوانین اجتماعی را داشته باشد تحقیق میدانی و قدرت تجزیه و تحلیل از ویژگی‌های خاص یک جامعه‌شناس است. یک جامعه‌شناس باید در بین مردم حضور داشته باشد و از ارزش‌ها و هنجارها و دغدغه هایِ آن‌ها حمایت نمایید.

### کتابشناسی
- انوری، حسن. فرهنگ بزرگ سخن (هشت‌جلدی)، تهران: انتشارات سخن، ۱۳۸۱، شابکِ دوره: ۳-۹۸-۶۹۶۱-۹۶۴-۹۷۸. ج ۳، مدخلِ «جامعه‌شناس»